# Aartsbisdom Gitega

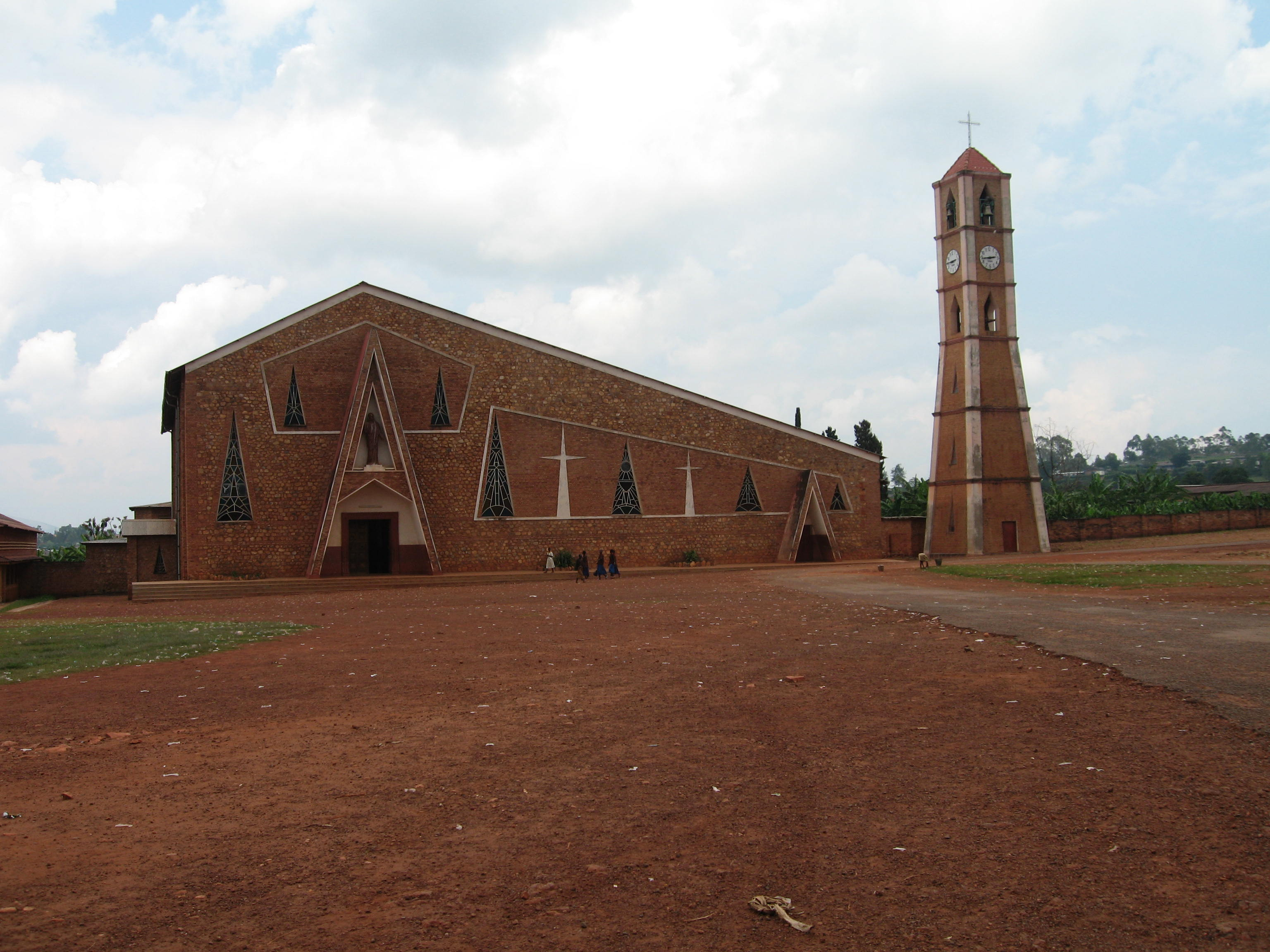
Kathedraal van Gitega

Het aartsbisdom Gitega (Latijn: Archidioecesis Kitegaensis) is een rooms-katholiek aartsbisdom met als zetel Gitega, de hoofdstad van Burundi. 

## Geschiedenis
Het aartsbisdom werd opgericht op 12 december 1912 als het apostolisch vicariaat Kivu, uit het apostolisch vicariaat Victoria-Nyanza Meridionale. Het apostolisch vicariaat veranderde enkele malen van naam naar Urundi en Kivu (1921), Urundi (1922), en Kitega (1949). Op 10 november 1959 werd het een metropolitaan aartsbisdom met de naam Gitega. 
Het apostolisch vicariaat verloor meermaals gebied door de oprichting van de apostolische vicariaten Ruanda (1922), Ngozi (1949), Usumbura (1959), en de bisdommen Bururi (1961) en Ruyigi (1973). 
Op 25 november 2006 werd het voorheen suffragane bisdom Bujumbura een metropolitaan aartsbisdom en vormde samen met de bisdommen Bubanza en Bururi een aparte kerkprovincie.

## Parochies
In 2020 telde het aartsbisdom 47 parochies. Het aartsbisdom had in 2020 een oppervlakte van 3.879 km2 en telde 1.617.490 inwoners waarvan 81,7% rooms-katholiek was.

## Suffragane bisdommen
Gitega heeft vier suffragane bisdommen, waarmee het een kerkprovincie vormt:
- Bisdom Muyinga
- Bisdom Ngozi
- Bisdom Rutana
- Bisdom Ruyigi

## Bisschoppen
- Jean-Joseph Hirth (12 december 1912 - 25 oktober 1920)
- Julien-Louis-Edouard-Marie Gorju (26 april 1922 - 29 mei 1936)
- Antoine-Hubert Grauls (23 december 1936 - 16 oktober 1967)
- André Makarakiza (5 september 1968 - 6 november 1982)
- Joachim Ruhuna (6 november 1982 - 9 september 1996; coadjutor sinds 28 maart 1980)
- Simon Ntamwana (24 januari 1997 - heden)